# Cryptomycetaceae
Cryptomycetaceae är en familj av svampar som beskrevs av Höhn.. Cryptomycetaceae ingår i ordningen Rhytismatales, klassen Leotiomycetes, divisionen sporsäcksvampar och riket svampar.
Kladogram enligt Dyntaxa:
| Cryptomycetaceae | \| \| Cryptomyces \| \| \| \|        |
|                  | \| \| Cryptomyces \| \| \| \|        |
|                  | Ascodichaenaceae                     |
|                  |                                      |
|                  | Cudoniaceae                          |
|                  |                                      |
|                  | Rhytismataceae                       |
|                  |                                      |
|                  | Rhytismatales, genera incertae sedis |
|                  |                                      |
|                  | Cryptomyces                          |
|                  |                                      |

|  | Cryptomyces |
|  |             |